# August Winnecke
Friedrich August Theodor Winnecke (Groß-Heere, cerca de Hanóver, 5 de febrero de 1835 - Bonn, 3 de diciembre de 1897) fue un astrónomo alemán.
Después de completar sus estudios, trabajó en el Observatorio de Pulkovo (cerca de San Petersburgo, Rusia) entre 1858 y 1868. Donde formó parte de la espedición rusa a España para observar el Eclipse solar del 18 de julio de 1860.  Posteriormente vivió una larga temporada en Karlsruhe. También ejerció como profesor de astronomía en el Observatorio de Estrasburgo entre 1872 y 1881.
Aunque desde un primer momento los recursos fueron muy limitados, el observatorio ganó prestigio bajo su dirección, construyendo un nuevo observatorio con una de las mejores instalaciones para la investigación astronómica de la época.
Descubrió una gran cantidad de cometas, incluyendo el cometa periódico 7P/Pons-Winnecke y el cometa anteriormente denominado "Pons-Coggia-Winnecke-Forbes", que pasó posteriormente a llamarse 27P/Crommelin, ya que fue Andrew Crommelin quien calculó su órbita. También compiló una lista de estrellas binarias y descubrió numerosas nebulosas. Winnecke tuvo una destacada participación en la expedición alemana para la observación del tránsito de Venus de 1874.
Por cuestiones de salud, en 1886 Winnecke dejó la profesión, y el 3 de agosto de 1897 murió en la ciudad de Bonn.